# 양숙
양숙(梁淑, ? ~ ?)은 고려 중기의 무신이다. 1165년 대장군이 되었다.
1170년 무신정변이 일어났을 때 이의방과 이고, 채원 등이 국왕인 의종을 살해하려 하자 이를 만류하여 폐위한 뒤 유배시키는 것으로 그쳤다.
1170년 고려 명종이 즉위하자 참지정사가 되었고 1172년에는 중서시랑평장사에 올랐다. 이후 치사하였다.

## 양숙이 등장한 작품
- 《무인시대》(KBS, 2003년~2004년, 배우:심우창)